# Хаддингтон (гора)
Хаддингтон — массивный щитовой вулкан высотой 1630 метров. Занимает большую часть и является наивысшой точкой острова Джеймса Росса на Земле Грейама, Антарктида. Ширина составляет 60 км.
Хаддингтон образовался вдоль рифта Ларсон преимущественно в миоценовую и плиоценовую эпохи, но более поздние извержения образовали туфовые конусы на его склонах.
31 декабря 1842 года Джеймс Кларк Росс, возглавляя британскую антарктическую экспедицию (1839—1843), называл гору в честь графа Хаддингтона.